# Зиминское сельское поселение (Омская область)
Зиминское се́льское поселе́ние — муниципальное образование в Крутинском районе Омской области Российской Федерации.
Административный центр — село Зимино.

## История
Статус и границы сельского поселения установлены Законом Омской области от 30 июля 2004 года № 548-ОЗ «О границах и статусе муниципальных образований Омской области».

## Население
| 2010  | 2011  | 2012  | 2013  | 2014  | 2015  | 2016  |
| ----- | ----- | ----- | ----- | ----- | ----- | ----- |
| 1409  | ↘1405 | ↘1383 | ↗1427 | ↘1417 | ↘1407 | ↘1376 |
| 2017  | 2018  | 2019  | 2020  | 2021  | 2023  |       |
| ↘1338 | ↘1321 | ↘1268 | ↘1241 | ↘1079 | ↘1054 |       |

## Состав сельского поселения
| № | Населённый пункт | Тип населённого пункта       | Население |
| - | ---------------- | ---------------------------- | --------- |
| 1 | Гуляй-Поле       | деревня                      | 157       |
| 2 | Зимино           | село, административный центр | 881       |
| 3 | Ольгино          | деревня                      | 180       |
| 4 | Стахановка       | деревня                      | 84        |
| 5 | Ширяево          | деревня                      | 107       |